# Svante Liljegren
Svante Lars Olof Liljegren, född 9 augusti 1970, är en svensk diplomat och ambassadör. 
Liljegren tjänstgjorde mellan 2019 och november 2023 som ambassadör i Eritrea.  
Sedan november 2022 tjänstgör ambassadör Liljegren som departementsråd och chef för enheten för konsulära och civilrättsliga ärenden vid UD (UD-KC).
Enheten arbetar med konsulärt stöd till svenskar utomlands, exempelvis till nödställda, och frihetsberövade samt vid dödsfall. På enheten hanteras även barnbortförandeärenden och olika utlandsärenden relaterade till familjekonflikter. En särskild grupp vid enheten ansvarar för konsulär beredskap och krishantering tillsammans med olika förstärkningsstyrkor och i samverkan med andra myndigheter. Enheten är en av UD:s största enheter med ca 50 medarbetare. 
Liljegren har bl.a. varit involverad i de svenska evakueringsinsatserna i Afghanistan 2021, Sudan 2023 och Israel/Palestina 2023. Arbetet med evakueringen ut ur Kabul beskrivs i boken ”Ut ur Kabul” skriven av författaren Robert Karjel. Boken har skapat debatt om den svenska krisberedskapen. 
Svante Liljegren har arbetat i utrikesförvaltningen sedan 1996 och varit utlandsstationerad i Lagos och Kairo.   
Efter tsunamin 2004 tillträdde Liljegren 2006 som gruppchef för UD:s konsulära beredskapsgrupp och ledde arbetet med att skapa en konsulär beredskap i utrikesförvaltningen i samverkan med andra svenska myndigheter.  
Under perioden 2012-2017 tjänstgjorde Liljegren som departementsråd och enhetschef för UD:s säkerhetsenhet. Säkerhetsenhetens huvudområden avser personskydd, intrångsskydd, 
säkerhetsprövning/infiltrationsskydd och 
informationssäkerhetsarbete. Enheten har funktionen som Nationell säkerhetsmyndighet (NSA) inom ramen för Sveriges internationella informationssäkerhetssamarbete.
Liljegren har bland annat genomgått Solbackakursen och kursen Senior Executives in National and International Security vid Harvard Kennedy School och har en pol.mag. i statskunskap från Förvaltningshögskolan vid Göteborgs universitet. 
Svante Liljegren är gift och har en dotter.